# Вахтангяны
Вахтангяны (арм. Վախթանգյաններ) (в некоторых источника Сакаряны или Сакрияны) — армянский княжеский род правителей Хачена-Арцаха, основная ветвь и потомки династической линии Айказуни - Сюни - Араншахиков (правителей северо-восточной стороны Великой Армении).

## Происхождение
По сообщениям исторических первоисточников, основателем рода был князь Вахтанг I Сакар (или Сакр, прозвище, производной от "секира" - от этого прозвища происходит и другое название того же рода - Сакаряны или Сакрияны), сын князя Григора, внук князя Филиппа (Филипе) - из рода царей армянского царства Парисос. Армянский историк Киракос Гандзакеци в своей книге "История Армении" (глава 13), пишет о "владетеле Атерка Вахтанге в области Хаченской"  Родовой вотчиной Вахтангянов были селения Атерк в средневековом армянском княжестве Хачен и Хоханаберд-Гандзасар (Ныне - Мартакертский район, Нагорно-Карабахская Республика). Центром княжества было селение Арект с одноименной крепостью. Другие крепости, которыми владел род Вахтангянов, были Джраберд и Аканаберд. Духовным центром княжества Вахтангянов был монастырь Дадиванк (Хутаванк), основанный княгиней Арзухатун Арцруни.

## История рода
Князья Вахтангяны происходили из царского рода правителей Парисоса. Однако после того, как в 1003 году Парисосское царство вошло в состав царства Великой Армении Багратуни, род сохранил за собой титул князей, а владения ограничились лишь территорией армянского княжества Хачена-Арцаха. В связи с этим и династия сменила свое название и стала называться по имени князя Вахтанга I Сакара.
Видными деятелями рода Вахтангянов были князья князь Вахтанг I Сакар, Григор, Вахтанг II, Асан Великий, и Вахнаг III Тангик. Последний женился на Хоришах, дочери армянского князя Саркиса Закаряна и княгини Саакандухт Арцруни. От этого династического брака родились сыновья Гасан-Джалал Дола, Иванэ, Наср-Дола, и дочь Марина . Другие авторы сообщают о двух сновях, так армянский историк Вардан Великий Аревелци во "Всеобщей истории" пишет о монастыре Гош (Нор-Гетик), что "В 663 (армянского летоистичления, т.е. в 1214 году) владетели Атерка оставили его... Вахтангу Сакрианкскому, зятю Иване, владетелю внутреннего Хачена. Вахтанг Сакрианкиский оставил по себе двух детей: Гасана с ласкательным именем Джалал-давле, и Закаре". Старший сын - Гасан-Джалал Дола женился на сестре армянских полководцев князей Закарянов - Хоришах и дал начало армянской царской и княжеской династии Асан-Джалалянов, от которых позже произошел ряд побочных армянских княжеских родов, например, князья Атабекяны, Смбатяны (Сумбатовы) и др.. Младшие ветви рода Вахтангянов сохранились до современности; в частности, из княжеского рода Вахтангянов происходят ряд видных деятелей России и Советского Союза, носителей русифицированной версии фамилии - Вахтангов, в том числе и видный театральный режиссёр, актёр и педагог Евгений Вахтангов.

## Родословный список
- князь Вахтанг I Сакар (правил во второй половине XI века)
- князь Григор
- князь Вахтанг II (правил в первой половине XII века ) - супруга Тагуи, дочь царя Сюника-Бахка
- князь Асан Великий (в 1131 году женился на княжне Мамкан)
- Вахнаг III Тангик (женился на княжне Хоришах Закарян, скончался в 1214 году)